# Frigo
Frigo és una empresa d'origen català dedicada a la fabricació i comercialització de gelats, que forma part de la multinacional Unilever des del 1973. Actualment, és la marca espanyola de la seva branca internacional Heartbrand, que opera en altres països amb marques diferents en funció de les empreses que ha anat absorbint.

## Història
El 1927, els germans Josep i Joan Rimblas van fundar la societat anònima Industrias Frigoríficas y de Alimentación, que l'any següent va canviar el nom pel d'Industrias Frigoríficas SA. Als seus inicis, a més de gelats, es dedicava a fabricar iogurts i aliments precuinats, i transportava els seus productes en carretons conduïts a mà, amb recipients folrats de suro per a mantenir els gelats a baixa temperatura. La fàbrica, situada al xamfrà dels carrers d'Aragó i Casanova, disposava de maquinària moderna nord-americana i cambres frigorífiques ubicades al Port Franc.
El 1934, els Rimblas s'associaren amb el Sindicat Rural de Vaquers i continuaren amb les seves activitats de pasteurització i distribució de llet. Durant la Guerra Civil espanyola, l'empresa va ser col·lectivitzada i controlada per la Unió General de Treballadors (UGT). El 1941, un cop retornada als seus antics propietaris, va adoptar el nom de Productos Frigo SA, i el 1960 es va traslladar a la nova fàbrica situada a l'illa dels carrers de Perú i de Bilbao. Poc després, canvià un altre cop la denominació per la de Frigo SA, i es va produir el tancament i enderroc de la fabrica d'Aragó-Casanova, on s'aixecaria anys més endavant un gratacels de 22 plantes, obra dels arquitectes Pere Llimona i Torras i Xavier Ruiz i Vallés.
El 1973, la multinacional Unilever es va convertir en la màxima accionista de l'empresa, aleshores amb una plantilla de 700 empleats i un capital de 262 milions de pessetes. Sota el seu control, Frigo es va especialitzar en gelats i, a més de distribuir les marques del grup, va començar a fabricar els seus propis productes, creats per Joan Viñallonga i el seu equip, com Drácula (1977), Frigodedo (1980), Frigopié (1983), Calippo (1984), Twister (1986) i Magnum (1989).
A partir de 1998, va incorporar la imatge corporativa unificada de Heartbrand amb un cor com a logotip, i el 1999 va ser absorbida totalment. El 2008, Unilever va anunciar que clausuraria la fàbrica del Poblenou, però finalment la va vendre al Grup Farga, productor dels gelats Farggi, que la va acabar tancant el 2017.

## Marques internacionals
| Nom                | Àmbit |
| ------------------ | --- |
| Algida             | Albània, Kosovo, Grècia, Croàcia, Itàlia, Sèrbia, Macedònia del Nord, Txèquia, Polònia, Romania, Rússia, Eslovàquia, Turquia (com a ALGİDA), Hongria, Bulgària i Xipre (a la República Turca de Xipre del Nord com a ALGİDA) |
| Bresler            | Xile, Bolívia |
| Eskimo             | Croàcia, Àustria, Eslovàquia, Noruega |
| Frigo              | Espanya |
| Frisko             | Dinamarca |
| GB Glace           | Finlàndia, Suècia |
| Glidat Strauss     | Israel |
| Good Humor         | Estats Units |
| HB                 | Irlanda |
| Helados La Fuente  | Colòmbia |
| Holanda            | Mèxic, Amèrica Central |
| Ingman             | Finlàndia, Lituània |
| Inmarko            | Rússia, Kazakhstan |
| Kibon              | Brasil, Argentina i Malvines |
| Kwality Wall's     | Índia, Bhutan, Brunei, Nepal, Sri Lanka, Tailàndia, Singapur, Myanmar, Malàisia i Bangladesh |
| Langnese           | Alemanya |
| Lusso              | Suïssa |
| Miko               | Egipte (ميكو), França i Marroc |
| Ola                | Bèlgica, Països Baixos, Luxemburg i Sud-àfrica |
| Olá                | Portugal, Cap Verd i Macau |
| Pingüino           | Equador |
| Selecta            | Filipines, Comores i Tanzània |
| Streets            | Austràlia i Nova Zelanda |
| Tío Rico           | Veneçuela |
| Wall's             | Regne Unit, Líban, Xina, Índia, Indonèsia, Malàisia, Singapur, Pakistan, Laos, Tailàndia, Vietnam |
| Wall's HB          | Irlanda del Nord |
| Hé Lù Xuě (和路雪) | República Popular Xinesa |